# Província de Mimasaka

Mapa das províncias japonesas (1868, com a província de Mimasaka em destaque.

Mimasaka (美作国 - Mimasaka no kuni) ou Sakushu (作州 sakushū) foi uma antiga província do Japão na parte de Honshū que hoje é o nordeste da atual prefeitura de Okayama. Mimasaka fazia fronteira com as províncias de Bitchū, Bizen, Harima, Hōki, e Inaba.
Mimasaka não tinha litoral e geralmente era governada pelos daimyo em Bizen. A antiga capital e cidade do castelo era Tsuyama. Durante o Período Edo, a província foi controlada pelo Domínio de Tsuyama.
Mimasaka é a terra do samurai Miyamoto Musashi, o autor do Livro dos Cinco Anéis.

## Formação de Mimasaka
No terceiro mês do sexto ano da era Wadō (713), a Província de Kibi foi extinta e foi dividida nas províncias de  Mimasaka, Bizen , Bitchū e Bingo . Naquele mesmo ano, o Daijō-kan da Imperatriz Genmei continuou a organizar mudanças nas demarcações das províncias durante o Período Nara. Nesta época a província de Tanba foi separada da província de Tango e a província de Hyūga foi separada da província de Ōsumi . No ano anterior 712, a província de Mutsu fora separada da província de Dewa .

## Mimasaka e a fabricação de espadas
Mimasaka estava localizada no centro de vários antigos centros de forjamento e trabalhos com metais: com Inaba ao norte, Hōki no noroeste, Harima no leste, Bizen ao sul e Bitchū a oeste. Mas seu contato mais próximo tanto cultural como economicamente era com Bizen. Quando Osafune (uma das áreas mais famosas na confecção de Katanas) foi destruída pela grande cheia do rio Yoshii no final do Período Muromachi (1336-1573) , as relações comerciais no que se referia a confecção de espadas também se modificaram. Era a transição para a Era Sintho (1600 - 1764, Shinto é a designação para as "novas espadas" feitas com aços melhores e uma nova metodologia, que as tornavam mais reforçadas ). A antiga influência de Bizen foi substituída por artesãos ferreiros que imigraram de Mino e de Yamato.

## Mimasaka no Período Edo
Após a Batalha de Sekigahara (1600) o Domínio de Tsuyama (100.000 koku) é fundado em Mimasaka. Em 1764, Miura Akitsugu é transferido do Domínio de Nishio (23.000 koku) em Mikawa para o Domínio de Katsuyama (23.000 koku) em Mimasaka a partir dai este Han passou a ser comandado pelo Clã Miura até o fim do Período Edo 

### Leitura complementar
- Titsingh, Isaac, ed. (1834). [Siyun-sai Rin-siyo, 1652], Nipon o daï itsi ran; ou, Annales des empereurs du Japon, tr. par M. Isaac Titsingh avec l'aide de plusieurs interprètes attachés au comptoir hollandais de Nangasaki; ouvrage re., complété et cor. sur l'original japonais-chinois, accompagné de notes et précédé d'un Aperçu d'histoire mythologique du Japon, par M. J. Klaproth.  Paris: Oriental Translation Fund of Great Britain and Ireland.--Two copies of this rare book have now been made available online: (1) from the library of the University of Michigan, digitized January 30, 2007; and (2) from the library of Stanford University, digitized June 23, 2006.  Click here to read the original text in French.